# Dobrá Niva
Dobrá Niva (maďarsky Dobronya, německy Döbring) je obec na středním Slovensku v okrese Zvolen. První písemná zmínka o obci pochází z roku 1270, kdy byla uvedena jako Dobruna.  V obci je památková zóna. Nejvýznamnější památkou je pozdněrománská trojlodní bazilika zasvěcená sv. Michaelovi archandělovi z poloviny 13. století.

## Slavní rodáci
- Juraj Slávik - slovenský básník a diplomat
- Zuzana Selecká - narozená roku 1899, zemřela roku 1994 v Bratislavě. Sběratelka básní, příběhů, výšivek.